# Дагон (мифы Ктулху)

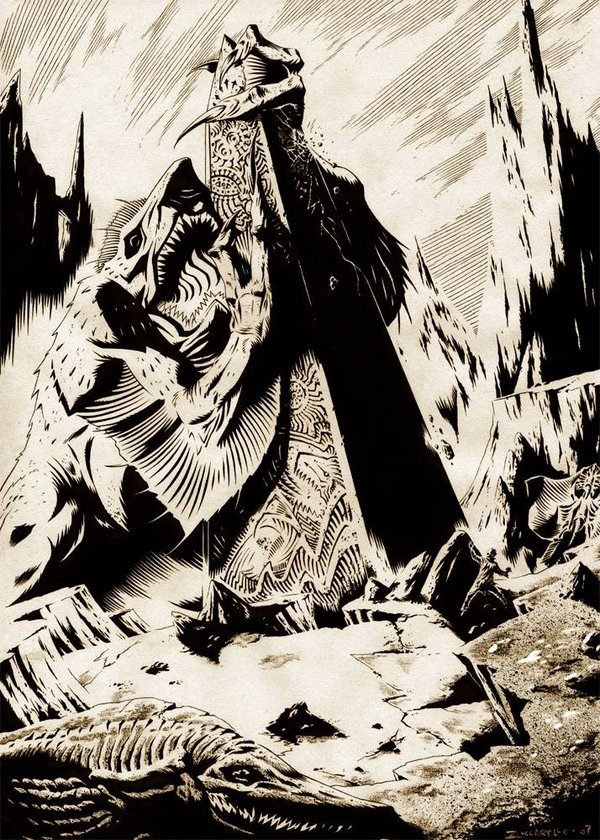
Дагон на рисунке Марио Цуккарелло

Даго́н или Отец Дагон (англ. Dagon, Father Dagon) — одно из вымышленных божеств в произведениях Говарда Филлипса Лавкрафта и последователей «Мифов Ктулху». Впервые появляется в рассказе «Дагон» как гуманоид с чертами рыбы и амфибии, но отличается гигантскими размерами. В повести «Тень над Иннсмутом» Дагон, наряду с его супругой Гидрой, являются покровителями Глубоководных, расы-амфибий, которые почтительно именуют их Отец Дагон и Мать Гидра, и поклоняются им как божествам. Сектанты в Иннсмуте посещают «Тайный Орден Дагона» и совершают ритуалы жертвоприношения Глубоководным, которые обитают в океанах по всей Земле. Последователи «Мифов Ктулху» обычно считают Дагона и Гидру «Богами Земли» либо «Великими Древними», которым они придают космическое описание. 

## Вдохновение
Лавкрафтовский Дагон основан на трактовке по народной этимологии имени семитского одноимённого божества, бога рыболовства и плодородия, которого изображают как «человека-рыбу». Библейские филистимляне и шумеры поклонялись богу Дагону, упомянутому в Ветхом Завете (Судей 16:23). Лавкрафт часто использует типовые мифологические архетипы, а Дагона можно сравнить с Исполинами.
Лавкрафт упоминает По и Булвера; поэму «Потерянный рай» Мильтона, картину «Восхождение Сатаны» Доре. Дагон появляется в поэмах Мильтона «Агонисты Самсона» и «Потерянный рай» как божество, коему поклоняются филистимляне.
С. Т. Джоши считает маловероятным, что Лавкрафт намеревался использовать имя «Дагон» как божества из космоса, которому поклоняются нечеловеческие общества в рассказе «Дагон» (1917).
Роберт Прайс указывает на то, что: «Когда Лавкрафт хотел передать что-то вроде коренного имени очередного из божеств, то он придумывал какой-то непроизносимый беспорядок в его названии». Прайс предполагает, что читатели «Тень над Иннсмутом» могут ошибаться идентифицируя Дагона с Глубоководными, которые поклоняются ему: В отличие от их имен, звучащих как инопланетные, имя «Дагон» является прямым заимствованием из знакомых источников, и подразумевает, что жители Иннсмута выбрали самую близкую библейскую аналогию к имени Ктулху.  
Уилл Мюррей пишет, что Дагон был известен в Массачусетс с колониальных времен. В поселении Мерри-Маунт была гора Маунт-Дагон и флестимлянский культ Томаса Мортона. Несколько надгробий 17 века украшают фигурки Дагона, которые оставил резчик Дж.Н. Лавкрафт упоминает Томаса Мортона из Мерримаунта в письме Уилфреду Бланшу Талману от 24 марта 1931 года.  

### Культ
«Тайный Орден Дагона» (англ. Esoteric Order of Dagon) можно сравнить с названиями трех наиболее бурно набирающих популярность обществ в Массачусетс в 1920х годах: «Герметический Орден Золотой Зари» (англ. Hermetic Order of the Golden Dawn), «Орден Восточных Тамплиеров» (лат. Ordo Templi Orientis) и секта «Эзотерические знания и мудрость» (англ. Esoteric knowledge and wisdom sect). Лавкрафт пишет, что сектанты в ТОД приносят людей в жертву и должны отказаться от своей веры, а затем трижды принести клятву Дагону, после чего их тела преобразятся, — это похоже на продажу души и договор с Дьяволом.

## Дагон в творчестве Лавкрафта

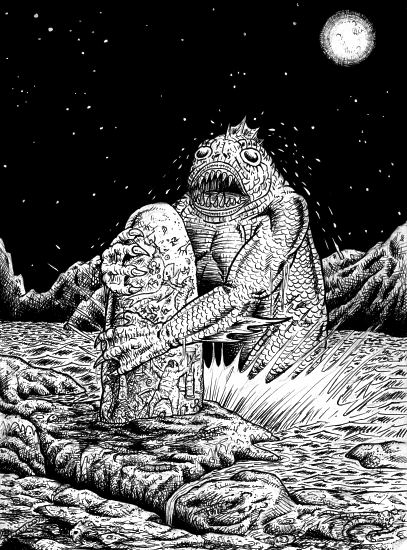
Дагон на рисунке Доминика Синьоре

Лавкрафт не использует точные слова, которые описывают вид Дагона, кроме того, что он напоминает Полифема, который обхватывает монолит. Судя по барельефам Дагону поклонялся нечеловеческий культ амфибий. Лавкрафт всего в одном предложении мимолетно описывает Дагона в рассказе «Дагон» (1917): 

Затем вдруг я увидел нечто. Поднявшись над темными водами и вызвав этим лишь легкое, почти беззвучное вспенивание, какой-то необычный предмет плавно вошел в поле моего зрения. Громадный, напоминающий Полифема и всем своим видом вызывающий чувство отвращения, он устремился, подобно являющемуся в кошмарных снах чудовищу, к монолиту, обхватил его гигантскими чешуйчатыми руками и склонил к постаменту свою отвратительную голову, издавая при этом какие-то неподдающиеся описанию ритмичные звуки.
В повести «Тень над Иннсмутом» (1931) сектанты поклоняются Глубоководным и повторяют фразы на внеземном языке Акло. Ктулху носит титул Жреца, а Дагон — Отца. Зедок Аллен говорит, что люди произошли от Глубоководных и сообщает несколько подробностей:   
Дагон и Ашторет - Сатана и Вельзевул... Идолы Ханаана и филистимлян... страхи вавилонские - Мене, мене текел упарсин...
Это дьяволы и черти из бездны на дне океана, где разверзлись Врата ада.
Всем нам пришлось принести присягу на верность Ордену Дагона, а потом пришел черед второй и третьей клятв, которые кое-кто из нас тоже произнесли. 

От нас требовалось только регулярно приносить им кого-нибудь в жертву, снабжать всякими дикими безделушками да еще давать приют в городе - вот тогда они готовы были оставить нас в покое. Так все мы и оказались в этом Ордене Дагона - зато дети никогда не умирали, а просто возвращались назад к Матери Гидре и Отцу Дагону, от которых мы все когда-то произошли... Йа! Йа! Ктулху Фхтагн! Ф'нглуи мгл`Фнафх Ктулху Р'лия вга-нагл фхтага'.

### Связь с другими произведениями
В рассказе «Храм» (1920) подлодка находит затонувший город возле Юкатана, а один из моряков видит амфибий и утверждает, что его зовет «Он».
В рассказе «Ужас на Мартинз Бич» (1920) морское чудовище гипнозом заманивает людей в воду. 
В рассказе «Ужас в Ред Хуке» (1925) описана морская ведьма; упоминается Астарта и Гидра; сектанты совершают жертвоприношение Великому священству, дарующему им могущество и блаженство в далёких землях. 
В рассказе «Зов Ктулху» (1926) описан Р'льех в Тихом океане, где находятся циклопические руины, нечеловеческие иероглифы и Великий Жрец Ктулху.  
В рассказе «Загадочный дом на туманном утёсе» (1927) упоминаются морские существа Гнорри, которые строят обелиски в подводных лабиринтах. 
В повести «Хребты Безумия» (1931) описаны Старцы, Потомки Ктулху и Шогготы, которые строили подводные города-лабиринты и создали людей.

## Дагон в произведениях других авторов
Последователи «Мифов Ктулху» часто использовали имя Дагона и изменили его описание. 

### Брайан Ламли
Брайан Ламли описывает Дагона в рассказах «Колокол Дагона» (англ. Dagon's Bell) и «Возвращение Глубоководных» (англ. The Return of the Deep Ones). Изображен в виде морского гиганта, а иногда в виде бездны огромных размеров или облака тумана. В одном описании у него один глаз без века, голова в форме пули и полупрозрачная кожа.  Дагон спит большую часть своего времени в расщелине на дне океана под слоями грязи. Он выходит навстречу своим поклонникам-людям или глубоководным, когда они совершают надлежащие обряды. Культ Дагона существует на протяжении тысячелетий. Легенда гласит, что финикийцы пришли к власти благодаря влиянию Дагона, и что конец их господству пришёл, когда они отвернулись от него ради других богов.  Ритуалы с чёрными столбами, покрытые таинственными символами, являются характерными для культа Дагона.

### Марк Маклафлин
Марк Маклафлин в рассказе «Жаболицый» (2004) пишет, что все Глубоководные продолжают медленно расти после достижения зрелости, при условии, что у них есть доступ к достаточному питанию. В преклонном возрасте некоторые Глубоководные достигают огромных размеров. Такие особи и порождают Культ Дагона, который поклоняется этим существам как божествам. На самом деле это полностью материальные существа, чей большой возраст способствует их огромным размерам. Есть ископаемые свидетельства того, что самые старые и самые большие из этих существ достигали размеров более 50 футов в высоту. На самом деле, есть древние резные фигурки, связанные с Дагоном, на которых изображены несколько гигантских Глубоководных, борющихся с китами, хотя, на самом деле могут быть существами, известными, как Безмолвные, которые, как известно, тоже питаются китами.

### Андерс Фагер
Андерс Фагер в рассказе «Артефакт герра Геринга» пишет, что Йог-Сотота призывают, чтобы защитить пару ведьм от Отца Дагона.
Андерс Фейджер
Андерс Фейджер в рассказе «Путешествие бабушки» описывает собакоподобных существ, приносящих людей в жертву Йог-Сототу. В рассказе «Артефакт герра Геринга» появляется Дагон.

## Дагон в популярной культуре
- Фильм «Дагон», снятый в 2001 году режиссёром Стюартом Гордоном, по большей части основан на повести Лавкрафта «Тень над Иннсмутом».
- В цикле книг Александра Рудазова об архимаге Креоле Дагон — один из тёмных богов Лэнга[7].
- В игре «Call of Cthulhu: Dark Corners of the Earth» созданной с максимальным приближением к книгам Лавкрафта, Дагон — антагонист, один из боссов и сородич других боссов, морской монстр, вождь гуманоидов-амфибий.
- В коллекционной карточной игре «Гвинт: Ведьмак. Карточная игра» присутствует в виде карты с ролью: Лидер, с цитатой: Не умер тот, кто почиет веками. И смерть сама умрет, покуда он лежит с закрытыми глазами".
- Упоминание в песне группы Король и Шут под названием "Дагон".
- В компьютерной игре «Ведьмак (игра)» является боссом четвертой главы, которого уничтожает Геральт из Ривии